# Чертов, Александр Семёнович
Александр Семёнович Черто́в (28 марта 1908, Симферополь — 13 февраля 2005, Саратов) — советский актёр, заслуженный артист РСФСР.

## Биография
Родился 28 марта 1908 года, в крымском городе Симферополе. Отец Семён Моисеевич — рабочий кожевенного завода, мать — домохозяйка. Фамилия отца Чертов происходит от слова «черта» (скорее всего, от словосочетания «черта оседлости»). Мать, Любовь Иосифовна, до замужества носила фамилию Факерман.
В Севастополе, куда переехала семья Чертовых после войны, Александр пошел в гимназию имени К. Ушинского, где увлекся театром. Литературу и русский язык преподавал К. А. Тренёв, автор пьесы «Любовь Яровая». С 9 лет он стал посещать театральный кружок под руководством Д. М. Щербакова.
После окончания школы в 1926 году начал работать в качестве актера в трудовом коллективе драмы при райпрофбюро города Севастополя. В 1927 году переехал в Тифлис, где работал в Тифлисском передвижном рабочем театре — ТПРТ. В 1928 году в возрасте двадцати лет Чертов уехал в Ленинград. В 1929 году поступил в Техникум сценических искусств на отделение режиссуры, которым руководил Владимир Николаевич Соловьев. В 1932 году окончил Техникум сценических искусств. Сдал дипломную работу по пьесе Сухово-Кобылина «Смерть Тарелкина». Стал работать в Минске преподавателем специальных дисциплин в техникуме сценических искусств и в театра: ТЮЗе и драме. Двенадцать лет вёл общественную работу в комсомоле.
Выступил инициатором создания в Донецке Дома художественного воспитания детей — ДХВД, где и работал педагогом с группой детей. Среди его воспитанников — писатель Леонид Лиходеев, поэт Юрий Левитанский и актёр Семён Соколовский.
С 1935 по 1941 год Чертов работал и одновременно обучался в вахтанговской студии у Б. Е. Захавы. Был определён ассистентом на курс драмы к мастерам И. М. Толчанову и Е.В Ляуданской. В это время у них на курсе учились Людмила Целиковская и Николай Гриценко.
Первый раз Александр Чернов был комиссован в 1930 г. в Ленинграде из-за хронического заболевания, медкомиссия вновь признала его негодным к строевой службе, он работал на военно-шефской работе.
Был вызван И. А. Чариным из Кирова в Саратов руководителем театральной студии и педагогом по мастерству. В августе 1945 года Чертов начал преподавать в драматической студии при ТЮЗе. Из одиннадцати учеников, закончивших её, трое стали впоследствии народными артистами СССР. Это Валентина Ермакова, Зоя Спирина и Николай Михеев.
В 1948 году состоялся выпуск студи, больше набора не было, и Чертов Министерством культуры был направлен в Йошкар-Олу, где при музыкальном училище им. Палантая открывался драматический курс для подготовки кадров для национального театра.
Работал много лет мастером курса на отделении «Актёр Кукольного театра» в Саратовском театральном училище имени И. А. Слонова. Выпустил несколько курсов.

### Личная жизнь
Первая жена была намного старше Чертова, чей[чей?] союз распался после смерти трехгодовалой дочери Леоны.
Второй женой была Чертова Татьяна Александровна, которая преподавала вместе с ним актёрское мастерство в Саратовском театральном училище. После смерти мужа выпустила о нём книгу «Рыцарь театра».

## Награды
Указом Президиума Верховного Совета СССР в июне 1945 года был награждён медалью «За доблестный труд в годы Великой Отечественной войны», а также значками «Отличник культурного шефства над Вооруженными Силами СССР», «Отличник государственных трудовых резервов», имеет 5 медалей «В честь Победы в ВОВ», юбилейную медаль «70 лет Вооруженных Сил СССР»..